# Guglielmo Gatti
Guglielmo Gatti, né le 29 septembre 1905 à Rome et mort le 2 septembre 1981 dans la même ville, est un archéologue italien. Il est spécialiste d'archéologie classique.

## Biographie

### Famille, jeunesse et formation
Guglielmo Gatti est l'ainé d'une famille de trois enfants. Sa sœur, Gabriella Gatti (it) est une soprano.
Son grand-père, Giuseppe Gatti (it), est un épigraphiste bien connu, spécialisé dans l'épigraphie juridique et auteur de nombreuses études d'inscriptions sur des feuilles de bronze, des timbres en brique et des monuments, des études publiées dans Notizie degli Scavi et à l'Académie des Lyncéens. À la mort de ce dernier le 2 septembre 1914, la municipalité de Rome lui dédie une tombe dans le cimetière de Campo Verano et donner son nom à une route le long de la Via Nomentana.
Son père Edoardo Gatti est le coordinateur des fouilles à la Surintendance de Rome, mais également auteur de publications sur les découvertes archéologiques lors de fouilles à Rome et de ses environs. Il est longtemps impliqué dans différents projets comme les premières opérations de récupération des navires de Nemi. Il meurt de maladie le 31 juillet 1928, sans pouvoir voir la découverte des plus hautes structures du premier navire mis au jour le 28 mars 1929 . Une rue lui est également consacrée dans la ville d'Ostie.
Après le décès de son père, Guglielmo Gatti, qui entreprend des études d'ingénieur, doit les interrompre pour subvenir aux besoins de sa famille. Il entre à la Surintendance de Rome puis à la Municipalité de Rome. Entre-temps, il obtient son diplôme en littérature ancienne, avec une thèse sur le Champ de Mars de Rome.

### Vie professionnelle

#### Débuts sur les navires de Nemi

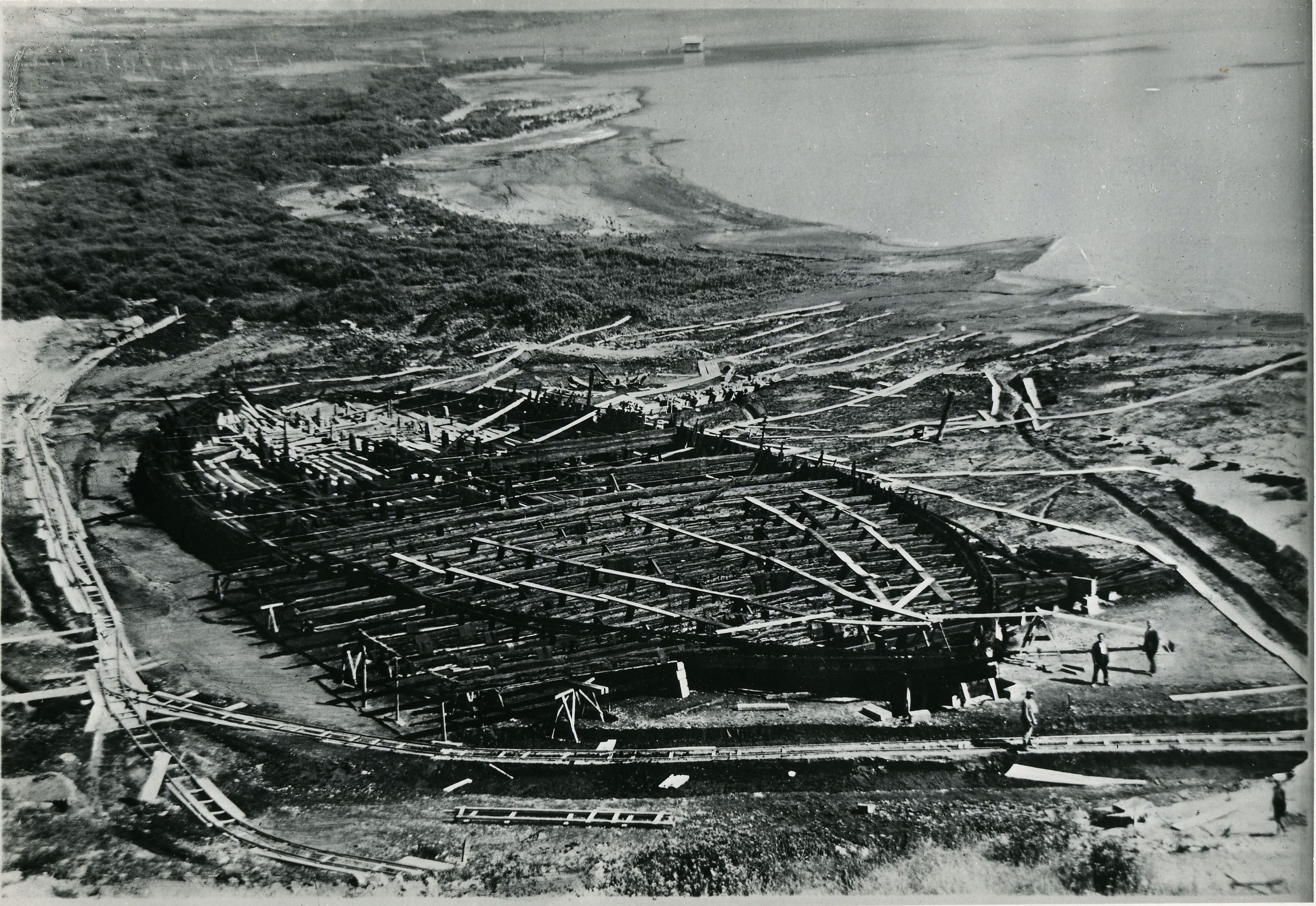
Photographie de la mise au jour du second navire du lac Nemi en 1932.

Il commence sa carrière professionnelle en 1929 en participant aux relevés graphiques des navires récupérés du lac Nemi. Ses dessins accompagnent la publication de Paolo Ucelli en 1940, et certains d'entre eux sont encore exposés dans le musée des navires romains de Nemi (it). Il se consacre principalement à l'étude de la topographie de la Rome antique, combinant sa préparation technico-scientifique et ses capacités graphiques avec ses connaissances archéologiques qu'il a acquis dans l'environnement familial. En effet, son grand-père et son père lui laissent des archives et des notes de fouilles, qu'il enrichit au fil du temps et qu'après sa mort, ses héritiers légueront en 1985 aux archives centrales de l'État italien.

#### Rome
À l'âge de trente ans, il publie sa première grande découverte : après avoir examiné les fragments de la Forma Urbis Romae jusque-là considérés comme appartenant à la représentation de la Saepta Julia sur le Champ de Mars, il les attribue au Porticus Aemilia (it) et à la continuité de la Horrea Galbana (it) de la via Marmorata. La publication comporte une cartographie archéologique de Rome, encore utilisée quelques décennies après sa parution.
Après cette découverte, il rencontre Maria Monti, qui prépare sa thèse en lettres anciennes sur le Champ de Mars. Ils se marient en 1939 et ont quatre enfants. À cette époque, il contribue à l'excavation et à la mise en valeur de l'Ara Pacis. En 1949, il participe au concours d'idées pour la mise en valeur de l'Ara Pacis et du mausolée d'Auguste, en écrivant un rapport précis sur les travaux au surintendant des biens archéologiques du Latium Salvatore Aurigemma. Dans le musée de l'Ara Pacis, sa reconstruction du monument et quelques citations de sa contribution sont exposées.
En plus du mausolée d'Auguste et de l'Ara Pacis, Guglielmo Gatti a également écrit des études monographiques sur la Porte Esquiline, le viaduc de la Via Aurelia, sur la basilique paléochrétienne de Saint-Laurent-hors-les-Murs, sur le mausolée des Gordiens en s'occupant personnellement du graphisme des études publiées. Il crée également un plan de la zone du forum de Trajan.
Membre depuis 1950 de l'académie pontificale romaine d'archéologie, il tient des conférences illustratives sur ses études et publie de nombreuses recherches scientifiques dans des revues spécialisées renommées. En développant la méthode de la mosaïque topographique, dans les années 1950, il prend en charge l'étude du quartier de la Piazza Colonna et de toutes les découvertes archéologiques qui ont été mises au jour lors des fouilles pour la construction de la première ligne de métro à Rome sur la via dei Fori Imperiali au niveau de la Velia.
En 1960, après la publication du livre dédié au Forma Urbis, il présente lors d'une conférence au palais Braschi le résultat d'une longue recherche à savoir le nouvel emplacement du cirque Flaminius dans la zone du portique d'Octavie et du théâtre de Balbus le long de la Via delle Botteghe Oscure. Les fouilles commencées en 1981 sont menées par la Surintendance archéologique de Rome et conduisent à la découverte de la Crypta Balbi et à la création d'un musée spécial dans lequel, à l'occasion du centenaire de sa naissance, une plaque commémorative de sa contribution est apposée.
Il gravit toutes les étapes de sa carrière et atteint le grade de surintendant des musées, monuments et fouilles de la division X de la municipalité de Rome. Il obtenant également en 1963, pour ses mérites scientifiques, l'enseignement libre de la topographie romaine à l'université de Rome « La Sapienza ».

### Retraite, décès et héritage
Après sa retraite en 1970, il présente une œuvre sur le Passetto di Borgo et l'inondation de 1598. Il se consacre également à la technique de la gravure sur cuivre, ce qui lui permet de reproduire de 1948 à 1974 de nombreux aperçus de l'environnement et du paysage de Rome, qui sont exposés lors d'une exposition personnelle commémorative, en 1982, au musée du folklore de san Egidio.
Sa dernière contribution importante remonte à 1979 et concerne le théâtre de Balbus. Il meurt le 2 septembre 1981. Son patrimoine constitue aujourd'hui les « Archives Edoardo et Guglielmo Gatti », dont les originaux sont conservées aux archives centrales de l'État et les copies dans d'autres institutions faisant autorité.
En 1983, un lieu le long de la via dei Fori Imperiali est nommé à son nom, espace maintenant absorbé dans la zone de la campagne de fouilles devant la basilique Santi Cosma e Damiano, tandis qu'en 1989 la collection complète de ses écrits scientifiques est publiée.
En 1999, lors des travaux de construction de la rampe d'accès à un parking près de la Via del Gianicolo, des salles romaines aux murs plâtrés et peints sont découvertes, alors Guglielmo Gatti en avait déjà effectué le tracé et l'exploration, en les décrivant dans certains croquis annotés qui sont maintenant conservés dans les archives centrales de l'État italien.
En 2009, en utilisant les études cartographiques et archéologiques de Guglielmo Gatti, l'archéologue Roberto Egidi découvre l'Athenæum d'Hadrien près de la Piazza Venezia.

## Travaux
- (it) Le donne nella vita e nell’arte di Gabriele d'Annunzio, Modène, Guanda, 1951, 313 p..
- (it) Alessandra di Rudinì e Gabriele d'Annunzio, da un carteggio inedito, Rome, 1955, 52 p..
- (it) Vita di Gabriele d’Annunzio, Florence, Sansoni, 1956, 489 p..
- (it) Gabriele d'Annunzio. Studi-Saggi, Bologne, Cappelli, 1959, 190 p..
- (it) avec Gianfilippo Carettoni, Antonio Colini et Lucos Cozza, La pianta marmorea di Roma antica. Forma urbis Romae, Rome, Danesi, 1960.
- (it) Correzioni e aggiunte alle « Vita di Gabriele D'Annunzio », Pescara, 1969.
- (it) Ara Pacis Augustae, Rome, 1970.
- (it) « Crypta Balbi », Publications de l'École Française de Rome,‎ 1973, p. 131-136 (lire en ligne, consulté le 13 décembre 2020).
- (it) « Il teatro e la crypta di Balbo in Roma », Mélanges de l'école française de Rome, t. 91, no 1,‎ 1979, p. 237-313 (lire en ligne, consulté le 13 décembre 2020).
- (it) Topografia ed edilizia di Roma antica : Ristampa anastatica di tutti gli articoli di Guglielmo Gatti pubblicati dal 1934 al 1979, vol. 13, Rome, « L'Erma » di Bretschneider, coll. « Studi e materiali del Museo della civiltà romana », 1989, 406 p..
- (it) Carlo Buzzetti et Giuseppina Pisani Sartorio, Le scoperte archeologiche sul tracciato della metropolitana B di Roma (1939-1953) dall'Archivio Gatti, vol. 23, Rome, « L'Erma » di Bretschneider, coll. « Bullettino della Commissione archeologica comunale di Roma », 2015, 354 p..